# اختراع العزلة (كتاب)
اختراع العزلة (بالإنجليزية: The Invention of Solitude)‏، هي أول مذكرات للروائي الأمريكي بول أوستر، نشرت عام 1982. وترجمت لعدة لغات. ويعتبرها النقاد مفتاحاً مفسراً لكل أعمال أوستر السردية والشعرية  ، ووصفها بول نفسه بأنها جوهر أعماله كلها. كما أنه كتب على غلاف الكتاب: "لم أشعر أنني أروي سيرة حياتي، بقدر ما أستعمل ذاتي لكي أستكشف أسئلة تهمنا جميعاً كبشر". واعتبرت عائلة أوستر الكتاب "فضيحة" لها واتهموه في وسائل الإعلام بالكذب.

## عن الكتاب
ينقسم الكتاب إلى جزأين منفصلين، الجزء الأول يحمل عنوان "صورة لرجل غير مرئي"، ويتناول فيه حياة والده والموت المفاجئ له، أما الجزء الثاني بعنوان "كتاب الذاكرة"، حيث يقدم أوستر آرائه حول عدة مواضيع كالصدفة، والقدر، والعزلة، وهي الموضوعات التي لاصقت أعمال أوستر اللاحقة.

### صورة لرجل غير مرئي
في الجزء الأول من الكتاب يسرد بول أوستر طبيعة غياب والده الذي توفي، صموئيل أوستر. ويكتب عن غيابه المبكرة "حتى قبل وفاته، كان غائبًا، وقد تعلم المقربون منه منذ زمن طويل تقبل هذا الغياب". ويعيد أوستر بناء حياة والده من القطع الأثرية التي تركها وراءه، مستخدمًا الأبوة في حكمه على إخفاقات الرجل الميت لتبرير حياته وعلاقته بابنه .

### كتاب الذاكرة
وفي الجزء الثاني من الكتاب، يقدم أوستر مقالة نقدية تتناول العديد من الموضوعات الموجودة في أعمال أوستر اللاحقة كترتيب الأحداث، والعبثية، والصدفة بالإضافة إلى الموضوع الرئيسي في كتابه "علاقة الأب والابن . ورغم أن الجزء الثاني من الكتاب (كتاب الذاكرة) ذا تصنيف أقل في السيرة الذاتية من "صورة لرجل غير مرئي" ، إلا أن وصف أوستر الشخصي للمفاهيم والمشاعر يعطي إشارات إلى حياته . 
تشير الصفحات الافتتاحية من "كتاب الذاكرة" إلى تقنيات التذكر المستخدمة لتنظيم الذاكرة والانطباعات (فن الذاكرة)، ومساهمات بعض الكتاب الأوائل حول هذا الموضوع كريموند لول وروبرت فلود وجيوردانو برونو.

## الترجمة إلى العربية
في عام 2017 ، نشر المترجم أحمد العلي عن دار أثر كتاب "اختراع العزلة" إلى العربية. وفي عام 2018 ، نشرت دار المتوسط ترجمة أخرى للكتاب للمترجم سامر أبو هواش.

## روابط خارجية
- مراجعة كتاب نيويورك تايمز حول اختراع العزلة

1. 1 2  "«اختراع العزلة».. سيرة حياة معقدة". صحيفة الخليج. مؤرشف من الأصل في 2023-04-27. اطلع عليه بتاريخ 2023-04-27.
2. 1 2  "صحيفة عمون : صدور ثلاث ترجمات لسامر أبو هواش عن بول أوستر". وكالة عمون الاخبارية. مؤرشف من الأصل في 2017-06-30. اطلع عليه بتاريخ 2023-04-27.
3. ↑  بول أوستر (2016). اختراع العزلة (ط. 1). دار أثر. ص. 10.
4. ↑  "كتاب اختراع العزلة.. "بول أوستر" يروى قصة أسرته البخيلة والمجرمة". اليوم السابع. 11 أغسطس 2016. مؤرشف من الأصل في 2019-09-03. اطلع عليه بتاريخ 2023-04-27.
5. ↑  Review by W. S. (27 Feb 1983). "'The Invention of Solitude'". The New York Times (بالإنجليزية الأمريكية). ISSN:0362-4331. Archived from the original on 2022-10-11. Retrieved 2023-04-27.
6. ↑  عمان، جريدة (19 مايو 2019). "بول أوستر يخترع العزلة في حجرته وحيداً بالكلمات!". جريدة عمان. مؤرشف من الأصل في 2023-04-27. اطلع عليه بتاريخ 2023-04-27.